# Kristoffer Rygg
Kristoffer Rygg (ur. 9 września 1976 w Oslo), znany również jako Garm, G. Wolf, Trickster G., Fiery G. Maelstrom i God Head. – norweski muzyk, kompozytor, wokalista i autor tekstów, a także producent muzyczny i inżynier dźwięku. Kristoffer Rygg znany jest przede wszystkim z wieloletnich występów w zespole muzyki awangardowej Ulver w którym pełni funkcję wokalisty i kompozytora. W latach 1993–2003 był członkiem zespołu Arcturus. W międzyczasie występował także w grupie Borknagar. Od 2003 roku współtworzy projekt Head Control System. W latach późniejszych związał się z grupą Æthenor.
Jest wszechstronnym wokalistą, wykorzystuje różne techniki śpiewania poczynając od klasycznych operowych technik: falset, baryton czy też tenor, poprzez bogaty zestaw własnych eksperymentów z czystym śpiewem (głównie w utworach zespołu Arcturus), na tradycyjnym blackmetalowym skrzeczącym growlingu kończąc.

## Życiorys
Kristoffer Rygg działalność artystyczną rozpoczął w zespole Ulver, który założył w 1993 roku, miał wówczas szesnaście lat.
Początkowo muzyka formacji oscylowała na pograniczu folk i black metalu. W latach późniejszych grupa wyewoluowała w kierunku nowoczesnej muzyki elektronicznej.
Przez znaczny okres działalności zespół funkcjonował jako projekt studyjny. Grupa wystąpiła na jednym lub kilku koncertach w 1993 roku. Później zespół zaniechał jakiejkolwiek działalności na żywo, zarówno z uwagi na trudności wynikające ze złożoności szczególnie późniejszych wydawnictw, jak i prywatnej awersji do występów na żywo ze strony Rygga, którą wielokrotnie podkreślał w udzielanych wywiadach. W 2009 roku grupa powróciła do występów na żywo.
Wraz z zespołem Rygg nagrał takie albumy jak: Bergtatt – Et Eeventyr i 5 Capitler (1994), Kveldssanger (1995), Nattens Madrigal – Aatte Hymne Til Ulven I Manden (1996), Themes from William Blake’s The Marriage of Heaven and Hell (1998), Perdition City (2000), Blood Inside (2005), Shadows of the Sun (2007) i Wars of the Roses (2011). W latach 1993–2003 był członkiem awangardowego zespołu heavymetalowego Arcturus. Wraz z grupą nagrał trzy albumy studyjne: Aspera Hiems Symfonia (1996), La Masquerade Infernale (1997) i The Sham Mirrors (2002).
W międzyczasie występował także w blackmetalowej grupie Borknagar. Z zespołem zarejestrował dwie płyty Borknagar (1996) i The Olden Domain (1997). Od 2003 roku współtworzy projekt Head Control System. Debiutancki album formacji pt. Murder Nature ukazał się w 2006 roku. W latach późniejszych związał się z grupą Æthenor wraz z którą nagrał wydany w 2008 roku album Betimes Black Cloudmasses.
W 1998 roku założył wytwórnię muzyczną Jester Records. Firma wydała płyty takich zespołów jak: 1349 Rykkinn, Bogus Blimp, Anthony Curtis, Esperanza, Kåre João, Origami Galaktika, Rotoscope, Single Unit, Star of Ash, Upland i Virus.
Wystąpił gościnnie, w tym jako autor tekstów na płytach takich zespołów jak Gehenna, Zyklon, SCN, Star of Ash, Kåre João, Magenta, The Gathering, 1349 Rykkinn, Virus, Ihsahn, Solefald, Tuner, Professor Fate, V:28, Ava Inferi, Nidingr, Dimmu Borgir, Darkthrone, Aphrodisiac i Fleurety. Z kolei jako producent muzyczny i inżynier dźwięku współpracował z takimi formacjami jak: Dødheimsgard, Emperor, Fleurety, Forlorn, Limbonic Art, Mayhem, Old Man’s Child oraz Thou Shalt Suffer.

## Filmografia
- Until the Light Take Us (2008, film dokumentalny, reżyseria: Aaron Aites, Audrey Ewell)
- Black Metal: The Music of Satan (2011, film dokumentalny, reżyseria: Bill Zebub)

## Dyskografia
- Arcturus – Constellation (EP, 1994, Nocturnal Art Productions)
- Gehenna – Seen Through the Veils of Darkness (1995, Cacophonous Records, gościnnie śpiew)[6]
- Darkthrone – Total Death (1996, Moonfog Productions, słowa)[7]
- Dødheimsgard – Monumental Possession (1996, Malicious Records, mastering)[8]
- Forlorn – Forlorn (1996, Head Not Found, mastering)[9]
- Arcturus – Aspera Hiems Symfonia (1996, Ancient Lore Creations)
- Borknagar – Borknagar (1996, Malicious Records)
- Old Man’s Child – Born of the Flickering (1996, Hot Records, mastering)[10]
- Mayhem – Wolf’s Lair Abyss (1997, Misanthropy Records, miksowanie, mastering)[11]
- Emperor – Anthems to the Welkin at Dusk (1997, Candlelight Records, mastering)[12]
- Aphrodisiac – Nonsense Chamber (1997, Elfenblut, współkompozytor)[13]
- Arcturus – La Masquerade Infernale (1997, Misanthropy Records)
- Borknagar – The Olden Domain (1997, Century Media Records)
- Aura Noir – Deep Tracts of Hell (1998, Hammerheart Records, inżynieria dźwięku)[14]
- Arcturus – Reconstellation (1999, wydanie własne)
- Arcturus – Disguised Masters (1999, Jester Records)
- Fleurety – Department of Apocalyptic Affairs (2000, Supernal Music, gościnnie śpiew)[15]
- Zyklon – World ov Worms (2001, Candlelight Records, gościnnie śpiew)[16]
- SCN – Inside Out (2001, George Bros Experience, gościnnie śpiew)[17]
- Star of Ash – Iter.Viator (2001, Jester Records, gościnnie śpiew)[18]
- Arcturus – The Sham Mirrors (2002, The End Records)
- Arcturus – Aspera Hiems Symfonia / Constellation / My Angel (2002, Candlelight Records)
- Kåre João – Sideman (2002, Jester Records, gościnnie śpiew)[19]
- Magenta – All Over (2002, Re:Pop, gościnnie śpiew)[20]
- The Gathering – Souvenirs (2003, Psychonaut Records, gościnnie śpiew)[21]
- 1349 Rykkinn – Brown Ring of Fury (2003, Jester Records, gościnnie śpiew)[22]
- Virus – Carheart (2003, Jester Records, gościnnie śpiew)[23]
- Head Control System – Murder Nature (2006, Jester Records)
- Ihsahn – The Adversary (2006, Mnemosyne Productions, gościnnie śpiew)[24]
- Solefald – Black for Death: An Icelandic Odyssey Part 2 (2006, Season Of Mist, gościnnie śpiew)[25]
- Tuner – Pole (2007, Unsung Records, gościnnie śpiew)[26]
- Professor Fate – The Inferno (2007, Feto Records, gościnnie śpiew)[27]
- V:28 – Violution (2007, Vendlus Records, gościnnie śpiew)[28]
- Star of Ash – The Thread (2008, Mnemosyne Productions, gościnnie śpiew)[29]
- Æthenor – Betimes Black Cloudmasses (2008, VHF Records)
- Ava Inferi – Blood of Bacchus (2009, Season Of Mist, gościnnie śpiew)[30]
- Nidingr – Wolf Father (2010, Jester Records, gościnnie śpiew)[31]
- Dimmu Borgir – Abrahadabra (2010, Nuclear Blast, gościnnie śpiew)[32]